# Spaghetti alla viareggina
Gli spaghetti alla viareggina sono un piatto tradizionale di Viareggio, in Toscana, variante degli spaghetti allo scoglio.

## Preparazione
La preparazione è similare a quella degli spaghetti allo scoglio in bianco (la versione più diffusa a Viareggio) e del risotto alla viareggina. 
Fare uno sfritto di aglio, peperoncino e zenzero, aggiungere il pesce e i molluschi salare, sfumare con vino bianco. 
Aggiungere i pomodorini ed eventualmente il basilico. A fine cottura, se di gradimento, aggiungere il prezzemolo.